# مغارة الزوتية
مغارة الزوتية أو مغارة الزُطية هي موقع أثري في الجليل الأعلى بإسرائيل، وتقع على بعد 800 متر من مخرج نهر عامود، وحوالي 30 متر فوق قاع الوادي. هذا المكان حيث عُثر على الأحفورة المعروفة اليوم باسم جمجمة الجليل.
اكتُشفت هذه الجمجمة في عام 1925، وكانت أول إنسان بدائي متحجر عُثر عليه في غرب آسيا. صُنف هذا الاكتشاف -بجانب البقايا التي عُثر عليها في مغارة السخول ووادي الكهوف القديمة في الكرمل- في عام 1939 من قِبل أرثر كيت على أنه باليونثروباس بالاستينسيس. تصنف اليوم على أنها إنسان هايدلبيرغ.

## الكهف
تقع مغارة الزُطيّة عند فتحة وادٍ من الحجر الجيري –حيث يتغير اتجاه نهر عامود إلى الشرق- على ارتفاع 250 مترًا فوق كهف أصغر يُعرف باسم مغارة الأميرة.

## جمجمة الجليل
استُكشف الكهف من عام 1925 إلى عام 1926 على يد فرانسيس تورفيل بيتري. كانت هذه أول حفرية أثرية في المنطقة والتي اكتشفها تورفيل بيتري، حيث وُصفت في البداية على أنها العينة الثانية للإنسان البدائي نياندرتال. أظهرت الدراسات اللاحقة أن الوجه كان مسطحًا نسبيًا، مع عدم وجود دليل على تشابه الجمجمة لبروز الفك الموجود في الإنسان البدائي نياندرتال.
عُثر على العظم الأمامي وجزء من الوجه العلوي في المغارة، مما يؤدي إلى تقدير لعمر الحفرية بين 200 و 500 ألف عام. التشابه الموجود مع بقايا تشوكوديان تشير إلى وجود علاقة أسلاف محتملة.
توجد جمجمة الجليل –إلى جانب العديد من اكتشافات تورفيل بيتري- في متحف روكفلر بالقدس الشرقية، وتُعرض الجمجمة في متحف إسرائيل.